# Marie-Christine Arnautu
Pour les articles homonymes, voir Arnautu.
Marie-Christine Arnautu, née le 19 octobre 1952 à Paris, est une femme politique française.
Proche de Jean-Marie Le Pen, elle est membre à partir de 1987 du Front national (FN), dont elle est vice-présidente de 2011 à 2018. Sur le plan électif, elle est conseillère régionale d'Île-de-France de 1998 à 2010, députée européenne de 2014 à 2019 et conseillère municipale de Nice de 2014 à 2020.

## Situation personnelle

### Origines et famille
Son père, Alexandre Arnăutu, est né en 1923 dans la ville de Pirdop en Bulgarie, d’une famille aroumaine originaire de Macédoine grecque ; Arnăutu signifie en aroumain « l'arnaoute ». Opposant au régime communiste, il se réfugie en France. Sa mère, Georgette Ingaramo, d'origine italienne, est née en 1920 à Avon en Seine-et-Marne. Ses parents ont été naturalisés français par décret le 25 octobre 1957.
Marie-Christine Arnautu est divorcée et mère de trois enfants dont une fille polyhandicapée, disparue en août 2016 à l'âge de 33 ans et dont Jean-Marie Le Pen était le parrain. Elle a pour compagnon Philippe Chevrier, ancien secrétaire départemental du Front national dans les Yvelines, conseiller régional d’Île-de-France et conseiller municipal de Rambouillet.

### Carrière professionnelle
Étudiante en droit à l'université Paris II-Assas, elle fait la connaissance en 1973 de Jean-Marie Le Pen au cours d'un dîner organisé par la « Corpo », alors qu'elle cherche un travail, ayant mis un terme à sa scolarité. Elle travaille par la suite comme secrétaire à la Société d'études et de relations publiques (Serp), la société d’éditions phonographiques créée par ce dernier. Elle devient une amie intime de Jean-Marie Le Pen, et connaît Marine Le Pen depuis son enfance. Plus tard, elle entre chez Air France où elle est cadre commerciale jusqu'à sa démission fin 2011, intervenue pour se consacrer à la campagne présidentielle de Marine Le Pen. En avril 2013, le quotidien Nice-Matin indique qu'elle est à la retraite.

## Parcours politique

### Au Front national
De 1986 à 1988, elle est assistante parlementaire du député Jean-Pierre Stirbois. Elle adhère au Front national (FN) en juillet 1987. Avec trois autres militantes du FN dont Huguette Fatna, elle figure dans une vidéo promotionnelle de Jean-Marie Le Pen pour l'élection présidentielle de 1995, dans laquelle on la voit interroger le président du Front national sur son programme.
Membre du bureau politique du Front national à partir de 2003, elle est nommée vice-présidente chargée des affaires sociales et membre du bureau exécutif à l'issue du congrès de Tours de 2011,. Lors de ce congrès, qui voit l'élection de Marine Le Pen à la présidence du parti, que Marie-Christine Arnautu a soutenue face à Bruno Gollnisch, elle arrive en sixième position du vote des adhérents à l'élection du comité central du parti.
Dans le cadre de la campagne présidentielle de Marine Le Pen en 2012, elle est l'une des porte-parole de la candidate, sa conseillère politique à la famille, au handicap et aux affaires sociales, la secrétaire générale de son comité de soutien, et l'un des membres de son bureau exécutif de campagne.
De janvier à mai 2013, elle retranscrit le texte écrit à la main par Jean-Marie Le Pen en 1975, qui raconte sa vie jusqu'à la guerre d'Algérie et qui constitue la première partie de son autobiographie.
Le 1er mai 2016, contre l'avis de la direction du FN, elle participe au rassemblement en hommage à Jeanne d'Arc organisé par Jean-Marie Le Pen, s'exposant ainsi à d'éventuelles sanctions. D'après un de ses proches, cette action a été motivée par des « menaces » de Florian Philippot à son encontre. Le 2 mai, le bureau politique du FN adopte une motion demandant notamment à Marie-Christine Arnautu de quitter ses fonctions au sein des instances du parti. Le 11 juillet 2016, elle est suspendue de sa fonction de vice-présidente pour quinze mois.
En mars 2018, à l'occasion du XVIe congrès du FN, elle est élue par les adhérents au conseil national (ex-comité central), en dixième position sur cent personnes élues. Elle est alors écartée des instances dirigeantes du parti pour son soutien à Jean-Marie Le Pen.

### Mandats électifs
De 1989 à 1995, elle est conseillère municipale de Vitrolles. 
Aux élections régionales de 1998, elle figure en deuxième position derrière Jean-François Jalkh sur la liste du Front national en Seine-et-Marne. Cette liste recueillant 19,7 % des votes soit quatre élus, elle fait son entrée au conseil régional d'Île-de-France, où elle est membre de la commission permanente et de la commission des affaires sociales. Aux élections régionales de 2004, elle figure à nouveau en deuxième position derrière Jean-François Jalkh en Seine-et-Marne. La liste, menée au niveau régional par Marine Le Pen, réunit 16,80 % dans le département, soit trois élus. Marie-Christine Arnautu est ainsi réélue. À partir de février 2009, après le départ de Marine Le Pen (qui a décidé de s'implanter dans le Pas-de-Calais) de la présidence du groupe FN au conseil régional, Marie-Christine Arnautu en prend la tête jusqu'à la fin du mandat en 2010. Pour les élections régionales de 2010 en Île-de-France, elle est tête de liste Front national. Obtenant 9,3 % des suffrages exprimés au niveau régional au premier tour, elle ne peut se maintenir au second tour.
Elle se présente à quatre reprises aux élections législatives, entre 1997 et 2012, dans la sixième circonscription de Seine-et-Marne. En 1997, elle y recueille 21,6 % des voix au premier tour, derrière le candidat RPR Jean-François Copé (28,7 %) et la candidate de la Gauche plurielle Nicole Bricq (22,8 %) ce qui lui permet de se qualifier au second tour. Son maintien dans cette « triangulaire » du second tour, où elle rassemble 15,2 % des suffrages, provoque d'après les observateurs politiques, la perte du siège détenu par Jean-François Copé (40,7 %) au profit de Nicole Bricq (44,1 %),. Par la suite, elle ne parvient plus à se qualifier pour le second tour. Elle arrive troisième en 2002 avec 15,8 % des voix, cinquième en 2007 avec 5,6 % (Jean-François Copé est élu au premier tour), troisième en 2012 avec 15,9 %. 
Aux élections cantonales de 2011, elle se présente dans le canton de Meaux-Nord. En réalisant un score de 22,5 % au premier tour, elle se place derrière le conseiller général UMP sortant Olivier Morin (35,7 %) et devance de justesse le candidat socialiste Gérard Chomont (22,1 %), qui est éliminé. Elle est battue au second tour, recueillant 35,5 % des suffrages face au candidat UMP.
Le 25 juin 2013, soutenue par Jean-Marie Le Pen, elle est investie par le Front national comme tête de liste pour les élections municipales de 2014 à Nice, devançant le candidat qui avait les faveurs de Marine Le Pen, Robert Ripoll,. Elle obtient 21,1 % des voix dans le cadre d'une quadrangulaire au second tour et est élue au conseil municipal avec six autres personnes de sa liste. Elle préside le groupe FN (devenu RN en 2018) au conseil municipal et au conseil métropolitain.
Aux élections européennes de 2014, elle figure en deuxième position sur la liste FN conduite par Jean-Marie Le Pen dans la circonscription Sud-Est, qui obtient 28,2 % des voix. Élue députée européenne, elle est membre de la commission des transports et du tourisme au Parlement européen, où elle figure parmi les élus les plus assidus.
Elle ne se représente pas lors des élections européennes de 2019 ni lors des élections municipales de 2020.

### Prises de position
Hostile à l'avortement, elle est favorable au PACS. En 2012-2013, elle fait partie des cadres du Front national qui prennent part aux manifestations contre le mariage entre personnes de même sexe. Le 18 novembre 2012, elle défile avec Bruno Gollnisch dans la manifestation organisée par Civitas avec laquelle Marine Le Pen a pris ses distances.

## Affaire judiciaire
Marie-Christine Arnautu est élue députée au Parlement européen de 2014 à 2019. Elle prend alors comme assistant Gérald Gérin, majordome de Jean-Marie Le Pen. Gérald Gérin n’a gardé aucune preuve de son travail et avance avoir fait pour elle des revues de presse. En novembre 2024, le parquet requiert contre Marie Christine Arnautu, 18 mois de prison dont 12 avec sursis, 50 000 euros d’amende, 3 ans d’inéligibilité avec exécution provisoire. Le jugement, prévu pour être rendu le 31 mars 2025, la condamne à dix-huit mois de prison avec sursis, 800 euros d'amende et trois ans d'inéligibilité.

## Détail des mandats et fonctions

### Au Parlement européen
- 1er juillet 2014 – 1er juillet 2019 : députée européenne, élue dans la circonscription Sud-Est.

### Au niveau local
- 25 mars 1989 – 19 juin 1995 : conseillère municipale de Vitrolles.
- 20 mars 1998 – 21 mars 2010 : conseillère régionale d'Île-de-France.
- 10 février 2009 – 21 mars 2010 : présidente du groupe FN au conseil régional d'Île-de-France.
- 4 avril 2014 – 28 juin 2020 : conseillère municipale de Nice.
- 4 avril 2014 – 28 juin 2020 : conseillère métropolitaine de Nice Côte d'Azur.

### Au sein du FN
- 16 janvier 2011 – 11 mars 2018 : vice-présidente du Front national, chargée des affaires sociales[N 1].

## Dans la fiction
Dans le roman de Frédéric Deslauriers, Les Deux-Cents jours de Marine Le Pen (2011), où Marine Le Pen gagne l’élection présidentielle de 2012, Marie-Christine Arnautu devient ministre de la Santé.
Dans la bande dessinée de François Durpaire et Farid Boudjellal, La Présidente (2015), où Marine Le Pen gagne l’élection présidentielle de 2017, Marie-Christine Arnautu devient ministre de l'Harmonie sociale.